# Nażmutdin Samurski
Nażmutdin Pachanowicz Samurski (Efendijew) (ros. Нажмутдин Панахович Самурский (Эфендиев), ur. 1891 we wsi Kurusz w obwodzie dagestańskim, zm. 1 sierpnia 1938) – dagestański rewolucjonista i polityk.

## Życiorys
W 1913 ukończył górniczą szkołę techniczną w Irkucku, w 1917 i w 1918 został aresztowany i zwolniony, w lipcu 1917 wstąpił do SDPRR(b). W 1919 był przewodniczącym biura partii Hümmət i pełnomocnikiem Ludowego Komisariatu Spraw Zagranicznych (NKID) RFSRR ds. Kaukazu, 1919-1920 szefem Wydziału Politycznego 11 Armii, a w 1920 szefem Wydziału Górskiego Kaukaskiego Komitetu Rewolucyjnego i od 1920 do 1 grudnia 1921 członkiem (m.in. zastępcą przewodniczącego) Dagestańskiego Komitetu Rewolucyjnego. W 1921 był ludowym komisarzem spraw wewnętrznych Dagestańskiej ASRR, od grudnia 1921 do 1928 przewodniczącym Centralnego Komitetu Wykonawczego (CIK) Dagestańskiej ASRR, 1929-1931 pracował w Radzie Ekonomicznej przy Radzie Komisarzy Ludowych ZSRR jako członek Narady Ekspertów, 1931-1933 studiował na wydziale historii wschodu Instytutu Czerwonej Profesury (13 lipca 1933 otrzymał stopień kandydata nauk historycznych), a od marca 1934 do października 1937 był I sekretarzem Dagestańskiego Komitetu Obwodowego WKP(b). Był odznaczony dwoma Orderami Czerwonego Sztandaru.
30 września 1937 został aresztowany podczas wielkiego terroru, następnie rozstrzelany.